# Quan hệ giữa nguyên nhân và kết quả
Nguyên nhân và kết quả là một cặp phạm trù trong triết học miêu tả sự liên kết giữa một sự kiện hoặc trạng thái (nguyên nhân) và sự thay đổi hoặc phản ứng sau đó (kết quả).

## Trong chủ nghĩa Marx–Lenin
Nguyên nhân và kết quả là một cặp phạm trù trong phép biện chứng duy vật của chủ nghĩa Marx–Lenin và là một trong những nội dung của nguyên lý về mối liên hệ phổ biến dùng để chỉ mối quan hệ biện chứng hai phạm trù giữa cái nguyên nhân là phạm trù chỉ sự tác động lẫn nhau giữa các mặt trong một sự vật hoặc giữa các sự vật với nhau, gây ra một biến đổi nhất định nào đó với kết quả là phạm trù chỉ những biến đổi xuất hiện do tác động lẫn nhau giữa các mặt trong một sự vật hoặc giữa các sự vật với nhau gây ra, qua đó phản ánh mối quan hệ hình thành của các sự vật, hiện tượng trong hiện thực khách quan.

### Nguyên nhân xuất hiện trước và sinh ra kết quả
Tuy nhiên không phải hai hiện tượng nào nối tiếp nhau về mặt thời gian cũng là quan hệ nhân quả (ví dụ: sau mùa đông là mùa xuân, nhưng không thể nói mùa đông là nguyên nhân của mùa xuân. Nguyên nhân của mùa đông cũng như của mùa xuân là do sự di chuyển và vận động của Trái Đất xung quanh Mặt Trời, nhưng không phải đêm là nguyên nhân của ngày, mùa xuân là nguyên nhân của mùa hè,...). Cái phân biệt quan hệ nhân quả với quan hệ kế tiếp về mặt thời gian là ở chỗ nguyên nhân và kết quả có quan hệ sản sinh ra nhau.
Nguyên nhân sinh ra kết quả rất phức tạp, bởi vì nó còn phụ thuộc vào nhiều điều kiện và hoàn cảnh khác nhau. Một kết quả có thể do nhiều nguyên nhân sinh ra. Mặt khác, một nguyên nhân trong những điều kiện khác nhau cũng có thể sinh ra những kết quả khác nhau. Và nếu nhiều nguyên nhân cùng tồn tại và tác động cùng chiều trong một sự vật thì chúng sẽ gây ảnh hưởng cùng chiều đến sự hình thành kết quả, làm cho kết quả xuất hiện nhanh hơn. Ngược lại nếu những nguyên nhân tác động đồng thời theo các hướng khác nhau, thì sẽ cản trở tác dụng của nhau, thậm chí triệt tiêu tác dụng của nhau. Điều đó sẽ ngăn cản sự xuất hiện của kết quả.
Friedrich Engels đã viết "Khoa học của tự nhiên xác nhận câu nói của Hegel cho rằng sự tương tác là nguyên nhân cuối cùng (causa finalis) thật sự của các sự vật".

### Hoán đổi

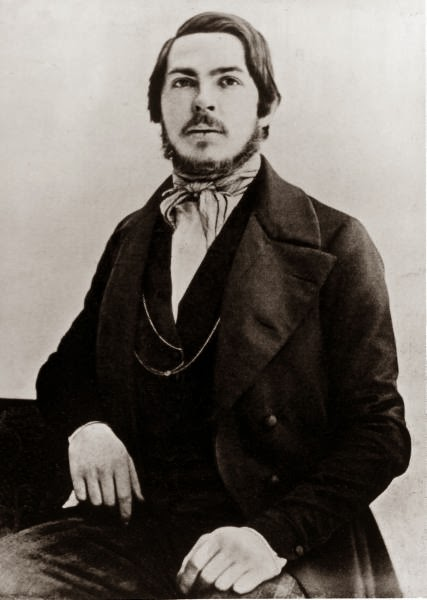
Friedrich Engels, khoảng năm 1840.

Nguyên nhân và kết quả có thể thay đổi vị trí cho nhau. Điều này có nghĩa là một sự vật, hiện tượng nào đó trong mối quan hệ này là nguyên nhân, nhưng trong mối quan hệ khác lại là kết quả và ngược lại. Friedrich Engels đã nhận xét rằng:
| “                  | Nguyên nhân và kết quả là những khái niệm chỉ có ý nghĩa là nguyên nhân và kết quả khi được áp dụng vào một trường hợp riêng biệt nhất định. Nhưng một khi chúng ta nghiên cứu trường hợp riêng biệt ấy trong mối liên hệ chung của nó với toàn bộ thế giới, thì những khái niệm ấy lại gắn với nhau trong một khái niệm về sự tác động qua lại một cách phổ biến, trong đó nguyên nhân và kết quả luôn thay đổi vị trí cho nhau. Chuỗi nhân quả là vô cùng, không có bắt đầu và không có kết thúc. Một hiện tượng nào đấy được coi là nguyên nhân hay kết quả bao giờ cũng ở trong một quan hệ xác định cụ thể. | ” |
| — Friedrich Engels | |   |

Engels cũng khẳng định:
| “                  | Nguyên nhân và kết quả là những biểu tượng có ý nghĩa là nguyên nhân và kết quả khi nào được áp dụng vào một trường hợp riêng biệt, nhưng khi ta xét trường hợp riêng biệt ấy trong mối liên hệ chung của nó với toàn bộ thế giới, thì nguyên nhân hội tụ lại và quyện vào nhau trong biểu tượng về sự tác động qua lại phổ biến trong đó nguyên nhân và kết quả luôn đổi chỗ cho nhau: cái ở đây hay bây giờ là nguyên nhân, thì ở chỗ khác hay lúc khác lại trở thành kết quả và ngược lại. | ” |
| — Friedrich Engels | |   |

Trong những quan hệ xác định, kết quả do nguyên nhân sinh ra, nhưng sau khi xuất hiện, kết quả lại có ảnh hưởng trở lại đối với nguyên nhân. Sự ảnh hưởng đó có thể diễn ra theo hai hướng:
- Hướng tích cực, tức là thúc đẩy sự hoạt động của nguyên nhân.
- Hướng tiêu cực, tức cản trở sự hoạt động của nguyên nhân.

### Tính chất
Phép biện chứng duy vật của triết học Marx–Lenin khẳng định mối liên hệ nhân quả có tính khách quan, tính phổ biến, tính tất yếu.
- Tính khách quan: mối liên hệ nhân quả là cái vốn có của bản thân sự vật, không phụ thuộc vào ý thức của con người. Dù con người biết hay không biết, thì các sự vật vẫn tác động lẫn nhau và sự tác động đó tất yếu gây nên biến đổi nhất định. Con người chỉ phản ánh vào trong đầu óc mình những tác động và những biến đổi, tức là mối liên hệ nhân quả của hiện thực, chứ không sáng tạo ra mối liên hệ nhân quả của hiện thực từ trong đầu mình.
- Tính phổ biến: mọi sự vật, hiện tượng trong tự nhiên và trong xã hội đều có nguyên nhân nhất định gây ra. Không có hiện tượng nào không có nguyên nhân, chỉ có điều là nguyên nhân đó đã được nhận thức hay chưa mà thôi. Không nên đồng nhất vấn đề nhận thức của con người về mối liên hệ nhân quả với vấn đề tồn tại của mối liên hệ đó trong hiện thực.
- Tính tất yếu: cùng một nguyên nhân nhất định, trong những điều kiện giống nhau sẽ gây ra kết quả như nhau. Tuy nhiên trong thực tế không thể có sự vật nào tồn tại trong những điều kiện, hoàn cảnh hoàn toàn giống nhau. Do vậy tính tất yếu của mối liên hệ nhân quả trên thực tế phải được hiểu là: nguyên nhân tác động trong những điều kiện và hoàn cảnh càng ít khác nhau bao nhiêu thì kết quả do chúng gây ra càng giống nhau bấy nhiêu.